# Миша Блам
Михаило Миша Блам (Београд, 15. децембар 1947 — Београд, 19. јун 2014) био је српски џез музичар, контрабасиста, композитор, џез публициста, аранжер и музички педагог.

## Биографија
Рођен је у старој дорћолској јеврејској породици. Његов отац Рафаел је такође био џез музичар и оснивач Народног оркестра Радио Београда (сматра се да је донео џез у Београд), а деда Маркус Давид један од оснивача Радио Београда. Када је имао 4 године, почео је да учи виолину, али су родитељи убрзо схватили да то није инструмент за њега. Уписују га у музичку школу „Станковић“, смер клавир. Дипломирао је на Факултету музичке уметности у Београду и то на катедри за контрабас. Магистрирао је на Академији у Белгији и положио аудицију код чувеног диригента Херберта фон Карајана. Један је од иницијатора џез одсека у музичкој школи Станковић, у којој је касније радио као професор, пошавши стопама свога оца. Сестра му је чувена глумица Нада Блам.
Женио се четири пута, а био је ожењен и чувеном певачицом Изворинком Милошевић, са којом је имао сина Давида. Најстаријег сина Маркуса добио је с првом супругом Биљаном Вуковић. Преминуо је изненада, 19. јуна 2014. године. Сахрањен је на јеврејском гробљу у Београду.

## Музичка каријера
Професионално је почео да се бави музиком 1964. године. Већ као средњошколац свирао је у Камерном оркестру Душана Сковрана, а затим и у Београдској филхармонији, под диригентском палицом Живојина Здравковића. Следи ангажовање у Берлинском радио оркестру, тада под руководством Херберта фон Карајана. Након тога одлази у Њујорк, где почиње џез каријеру свирајући по клубовима. Упознаје Чета Бејкера и са њим ради две године. У Југославију се враћа да би одслужио војни рок, свира у у Симфонијском оркестру ЈНА, а затим наставља џез каријеру у Немачкој, Израелу, Доминиканској Републици, Уганди. Свирао је и у Великом народном оркестру РТБ-а, џез секстету Марковић-Гут, Великом џез оркестру РТБ-а, Оркестру Мише Блама и другим. Снимио је преко 40 албума као контрабасиста и бас гитариста. Једини је контрабасиста на Балкану који је снимио три солистичке плоче џез музике. Поред џеза, свирао је и класичну, фанк и народну музику.
Сарађивао је са многим врсним домаћим и страним музичарима: Бором Дугићем, Душаном Прелевићем, Бокијем Милошевићем, Душком Гојковићем, Шабаном Бајрамовићем, Тонијем Скотом, Четом Бејкером и многим другима.
Компоновао је и музику за неколико представа: „Имитација живота“ (по тексту Мирјане Бобић Мојсиловић), „Муке са слободом“ (текст -Вида Огњеновић) и друге.

## Џез публициста
Основао је први часопис о џезу на Балкану - „Jazz Tribune“ 1991. године. Сакупљао је и архивирао све што има везе са џезом у Србији. Поседовао је велику збирку видео записа, докумената, плаката, писама, инструмената. Део колекције искористио је за изложбу „60 година београдског џеза 1927-1987“. Бавио се и истраживачким радом о историји џеза на овим просторима. Резултат тих истраживања је књига „Џез у Србији 1927—1944“. Књига је издата 2010. године, а већ 2011. издато је друго, допуњено издање. Написао је књигу „Мајлс Дејвис - биографија, интервју, дискографија“, која је објављена 1987. године. На ТВ Политика био је аутор серијала „Jazz око поноћи“.

## Учешће на фестивалима
Током пет деценија дуге светске и домаће каријере, Миша Блам учествовао је на готово свим важнијим џез фестивалима у земљи и иностранству. Био је директор и аутор фестивала „Summertime Jazz & Blues & World Music festival 1991“ у Београду и Интернационалног џез фестивала „Jazzibar“ у Краљеву 2011. године. Фестивал „Нишвил“ није могао да се замисли без његовог учешћа. Био је велика подршка овом фестивалу. На фестивалу 2013. године, представио је поставку Музеја џеза у Србији.

## Занимљивости
- У Уганди је свирао на двору Иди Амина.[10]
- Први је Југословен који је положио аудицију код Херберта фон Карајана.
- Имао је идеју да поклони свој легат и отвори први Музеј џеза у Европи.[11]
- Од 2020. улица у Нишу је именована у његову част.[12]

## Награде
- 1983. Естрадна награда Југославије
- 1989. Златни микрофон Радио Београда
- 1992. Естрадна награда Србије
- 2007. године је на основу уредбе Владе Србије постао носилац посебног признања за врхунски допринос националној култури у Републици Србији
- 2011. године, на фестивалу Нишвил добио је истоимену награду за животно дело

## Дискографија

### Соло албуми
- Сећања, Београд диск, 1979.[13]

### Компилације
- , 2001.[14]
- , 2011.[15]

### Као инструменталиста
- ‎– Горила / Магнет (7" сингл), Дискос, 1975.[16]
- Седлар – Уз помоћ великих пријатеља, ПГП РТБ, 1978.[17]
- , Дискос, 1985.[18]
- Милош Петровић, Миша Блам, Игор Малешевић: Византија III Live 2001, незванично издање, 2001.[19]
- (Милош Петровић - Миша Блам - Ненад Јелић), "Историја Византије" (самиздат, 1989), реизадње WMAS Records 2012[20]